# Соту (Терраш-ди-Бору)
Со́ту (порт. Souto) — район (фрегезия) в Португалии, входит в округ Брага. Является составной частью муниципалитета Терраш-ди-Бору. Находится в составе крупной городской агломерации Большое Минью. По старому административному делению входил в провинцию Минью. Входит в экономико-статистический субрегион Каваду, который входит в Северный регион. Население составляет 564 человека на 2001 год. Занимает площадь 3,98 км².
Покровителем района считается Иисус Христос (порт. Divino Salvador).